# Suur Munamägi
Suur Munamägi – najwyższe wzniesienie w Estonii i krajach bałtyckich, sięgające 317,4 metrów n.p.m. Góra położona jest w pobliżu wsi Haanja w południowo-wschodniej części kraju, niedaleko granicy z Łotwą i Rosją. Na szczycie znajduje się wieża obserwacyjna wzniesiona w 1939 roku.